# هراتا
شهر هراتادر ایالت زاکسن در کشور آلمان واقع شده‌است.